# Paul Nguyễn Quang Đĩnh
Paul Nguyễn Quang Đĩnh (vietnamesisch Phaolô Nguyễn Quang Đĩnh, * 18. Mai 1973 in Son Thuy) ist ein vietnamesischer römisch-katholischer Geistlicher und Weihbischof in Hưng Hóa.

## Leben
Paul Nguyễn Quang Đĩnh studierte Philosophie und Theologie am Priesterseminar St. Joseph in Hanoi. Am 29. November 2005 empfing er in der Kathedrale des Erzbistums Hanoi durch den Kardinalpräfekten der Kongregation für die Evangelisierung der Völker, Crescenzio Sepe, das Sakrament der Priesterweihe für das Bistum Hưng Hóa.
Nach der Priesterweihe war er bis 2009 in der Pfarrseelsorge tätig. Von 2009 bis 2016 studierte er Liturgik und Sakramententheologie am Institut Catholique de Paris, an dem er den Mastergrad erwarb. Nach der Rückkehr in sein Heimatbistum war er bis 2022 erneut in der Pfarrseelsorge tätig. Seither war er Generalvikar des Bistums Hưng Hóa, Verantwortlicher für die Kathedrale sowie Vorsitzender der diözesanen Liturgiekommission.
Papst Franziskus ernannte ihn am 15. März 2025 zum Titularbischof von Voncaria und zum Weihbischof in Hưng Hóa. Der Bischof von Hưng Hóa, Dominic Hoàng Minh Tiến, spendete ihm am 27. Mai desselben Jahres in der Kathedrale des Bistums die Bischofsweihe.